# In viaggio con Jacqueline
In viaggio con Jacqueline (La vache) è un film del 2016 diretto da Mohamed Hamidi.

## Trama
Fatah Ballabes è un contadino algerino che sogna di presentare la sua mucca Jacqueline al Salone dell'agricoltura di Parigi. Le sue attenzioni verso la mucca, un bovino bello e robusto di razza tarentaise, fanno ingelosire la moglie Naima e sorridere tutto il paese. Dopo anni di tentativi, la sua domanda di partecipazione viene accolta. Il comitato, però, non si fa carico delle spese di viaggio; il capovillaggio dunque convoca tutti gli uomini e mette ai voti la proposta di fare una colletta per pagare il viaggio a Fatah.
Fatah parte con Jacqueline per mare, ma capisce che sua moglie è offesa e arrabbiata per quello che considera un capriccio. Arrivato a Marsiglia, su richiesta del suocero, Fatah raggiunge suo cognato ma quest'ultimo lo allontana in malo modo, in quanto è sposato con una francese e si vergogna dei parenti, temendo che si trasferiscano tutti da lui. Fatah dunque prosegue nel suo itinerario a piedi.
Quando è all'altezza di Montélimar, assiste a uno spettacolo dove fa amicizia con alcuni artisti, che gli offrono della grappa alla pera spiegandogli che è semplicemente 'pera'. Fatah si ubriaca, e mentre è quasi svenuto, si lascia fotografare mentre una delle artiste lo bacia. La donna, invaghita di lui, il giorno dopo gli spedisce le foto scattate durante la serata al suo indirizzo di posta elettronica, senza sapere che le sue e-mail vengono aperte dal titolare dell'unico cyber-café del paese. Le foto vengono visualizzate con scandalo di tutti, e uno degli uomini del paese inizia a fare la corte a Naima, insinuandole il dubbio che il marito non tornerà più.
Fatah è rattristato nell'apprendere che Naima non gli vuole più parlare al telefono. Intanto la sua mucca si impantana in un fiume: il padrone del terreno, un conte con una grande tenuta di cavalli, lo aiuta a tirare fuori l'animale dal fango. I modi cordiali di Fatah conquistano il conte, che lo aiuta a scrivere una lettera di riconciliazione alla moglie.
Fatah arriva a un raduno di contadini che stanno protestando contro il ministero dell'agricoltura: la presenza di un compagno algerino viene notata da una giornalista che intuisce il potenziale della sua storia. Fatah quindi rilascia una intervista per Antenne 2, diventando subito popolare sui social network, ma qualche ora dopo finisce davanti alla prefettura fra gli agricoltori contestatori, ed è travolto da una carica della polizia che lo arresta, facendogli perdere di vista la mucca Jacqueline. Al commissariato, Fatah telefona dunque al conte, il quale corre ad aiutarlo ma finisce per irritare il poliziotto con i suoi modi altezzosi, e viene chiuso in guardina insieme al suo amico.
Fatah e il conte vengono rilasciati il giorno dopo, e sono accolti all'uscita dal cognato di Fatah, che si rassegna ad accompagnarlo a Parigi su ordine di suo padre. I tre ritrovano la mucca Jacqueline, che stava per essere mandata al macello, e si rimettono in viaggio. Fatah è avvilito dalle condizioni pietose in cui è ridotto l'animale e dalla prospettiva del divorzio. Il cognato quindi ammette che sua sorella in realtà sarebbe stata desiderosa di parlargli, ma non voleva che lei e Fatah si riconciliassero. I tre ripartono dunque per Parigi e arrivano al salone qualche minuto dopo l'inizio della competizione, venendo quindi esclusi da regolamento. Il cognato però, con uno stratagemma, forza la mano ai giudici e permette a Fatah di godersi il suo momento di gloria, mentre la famiglia e tutto il paese lo guardano in diretta TV.